# Courcelles-lès-Gisors
Courcelles-lès-Gisors è un comune francese di 878 abitanti situato nel dipartimento dell'Oise della regione dell'Alta Francia.

## Società

### Evoluzione demografica
Abitanti censiti